# Ukkusissat (bjerg)
Ukkusissat, også kendt som Store Malene på dansk, er en markant top beliggende øst for hovedstaden Nuuk i Grønland.  Med en højde på 772 meter er Ukkusissat det højeste af de to bjerge, der præger byens horisont. Det andet er Quassussuaq, også kendt som Lille Malene.
Navnet “Ukkusissat” betyder “fedtsten” på grønlandsk, hvilket henviser til de mineraler, der findes i området. 
Bjerget er et populært mål for vandrere. Fra toppen er der udsigt over Nuuk mod vest og til fjorden Kangerluarsunnguaq på den østlige side.
Bydelen Qinnqorput ligger for foden af Ukkusissat.